# CoreMedia
CoreMedia AG est une entreprise allemande fondée en 1996 qui fournit des systèmes de gestion des droits numériques et de gestion de contenu d'entreprise.

## L’entreprise
L'entreprise dont le siège est à Hambourg emploie près de 130 personnes et possède des succursales à Londres, New York, Oslo et Singapour. Elle a été fondée en 1996 sous le nom de Higher Order par Sören Stamer (aujourd'hui PDG de la société), Joachim W. Schmidt (aujourd'hui président du Conseil de surveillance), Florian Matthes et Andreas Gawecki comme spin off de l'Université de Hambourg.  Ses principaux investisseurs sont Equitrust, Setubal (M. M. Warburg & CO), tbg et T-Venture.

## Produits
La société CoreMedia AG a commencé tout d'abord par commercialiser un système de gestion de contenu. Ces dernières années s'y sont ajoutés des produits appartenant au domaine de la gestion de droits numériques.

### CoreMedia CMS
Le produit CoreMedia CMS est un système de gestion de contenu d'entreprise qui est utilisé pour les portails Internet très fréquentés. Le logiciel est programmé en Java et extensible à volonté au niveau de la technique (différents serveurs) et du contenu (domaines multilingues ou à différents contenus) selon les données du constructeur. Il convient également parfaitement au Multi-Channel-Delivery.

### CoreMedia DRM
Le produit CoreMedia DRM comprend une série de composants nécessaires au développement complet d'une distribution de contenu numérique sécurisée. CoreMedia DRM est basé sur les standards industriels OMA DRM 1.0, 2.0 et Windows DRM. Outre la plate-forme DRM, d'autres composants individuels tels que le CoreMedia DRM Packaging Server (pour la génération des fichiers non soumis à des droits et leur cryptage), le CoreMedia DRM ROAP Server (pour la création de droits, features et superdistribution compris) et le CoreMedia DRM Client (pour la distribution de fichiers sur téléphones mobiles et PC) sont aussi disponibles.